# Villequiers
Villequiers és un municipi francès, situat al departament de Cher i a la regió de Centre – Vall del Loira. L'any 2007 tenia 516 habitants.

## Demografia

### Població
El 2007 la població de fet de Villequiers era de 516 persones. Hi havia 220 famílies, de les quals 68 eren unipersonals (52 homes vivint sols i 16 dones vivint soles), 64 parelles sense fills, 72 parelles amb fills i 16 famílies monoparentals amb fills.
La població ha evolucionat segons el següent gràfic:
Habitants censats

### Habitatges
El 2007 hi havia 306 habitatges, 221 eren l'habitatge principal de la família, 60 eren segones residències i 25 estaven desocupats. 301 eren cases i 4 eren apartaments. Dels 221 habitatges principals, 157 estaven ocupats pels seus propietaris, 53 estaven llogats i ocupats pels llogaters i 11 estaven cedits a títol gratuït; 1 tenia una cambra, 17 en tenien dues, 46 en tenien tres, 71 en tenien quatre i 86 en tenien cinc o més. 148 habitatges disposaven pel capbaix d'una plaça de pàrquing. A 106 habitatges hi havia un automòbil i a 91 n'hi havia dos o més.

### Piràmide de població
La piràmide de població per edats i sexe el 2009 era:
| Homes | Edats   | Dones |
| ----- | ------- | ----- |
| 0     | 95 o +  | 0     |
| 0     | 90 a 94 | 0     |
| 0     | 85 a 89 | 12    |
| 0     | 80 a 84 | 0     |
| 12    | 75 a 79 | 16    |
| 8     | 70 a 74 | 16    |
| 8     | 65 a 69 | 12    |
| 8     | 60 a 64 | 16    |
| 16    | 55 a 59 | 24    |
| 20    | 50 a 54 | 8     |
| 16    | 45 a 49 | 16    |
| 28    | 40 a 44 | 24    |
| 16    | 35 a 39 | 12    |
| 4     | 30 a 34 | 0     |
| 28    | 25 a 29 | 12    |
| 4     | 20 a 24 | 8     |
| 24    | 15 a 19 | 16    |
| 20    | 10 a 14 | 8     |
| 8     | 5 a 9   | 0     |
| 8     | 0 a 4   | 8     |

## Economia
El 2007 la població en edat de treballar era de 326 persones, 234 eren actives i 92 eren inactives. De les 234 persones actives 206 estaven ocupades (119 homes i 87 dones) i 28 estaven aturades (14 homes i 14 dones). De les 92 persones inactives 39 estaven jubilades, 28 estaven estudiant i 25 estaven classificades com a «altres inactius».

### Ingressos
El 2009 a Villequiers hi havia 209 unitats fiscals que integraven 482,5 persones, la mediana anual d'ingressos fiscals per persona era de 16.640 €.

### Activitats econòmiques
Dels 15 establiments que hi havia el 2007, 1 era d'una empresa alimentària, 6 d'empreses de construcció, 3 d'empreses de comerç i reparació d'automòbils, 1 d'una empresa de transport, 2 d'empreses d'hostatgeria i restauració i 2 d'empreses de serveis.
Dels 8 establiments de servei als particulars que hi havia el 2009, 1 era un taller de reparació d'automòbils i de material agrícola, 2 fusteries, 3 lampisteries, 1 electricista i 1 restaurant.
L'any 2000 a Villequiers hi havia 18 explotacions agrícoles que ocupaven un total de 2.706 hectàrees.

## Equipaments sanitaris i escolars
El 2009 hi havia una escola elemental.

## Poblacions més properes
El següent diagrama mostra les poblacions més properes.